# Letecká bitva u Ofiru
Letecká bitva u Ofiru (také známá jako Letecká bitva u Ras Nasrani) byla jedna z prvních leteckých bitev jomkipurské války. Odehrála se 6. října 1973 poblíž letecké základny Ofir, kterou mělo Izraelské vojenské letectvo poblíž stejnojmenné osady (dnešní Šarm aš-Šajch) v jižním cípu Sinajského poloostrova, který v té době Izrael ovládal. Zúčastnily se jí dva izraelské letouny F-4 Phantom II a, podle izraelských pilotů, dvacet egyptských letounů MiG-17 společně s osmi doprovodnými MiGy-21, které letěly zaútočit na izraelské pozice v oblasti. Na konci krátké šestiminutové bitvy bylo potvrzeno sestřelení sedmi MiGů. Zbývající egyptské stroje odletěly a izraelské Phantomy se vrátily na základnu.

## Předehra

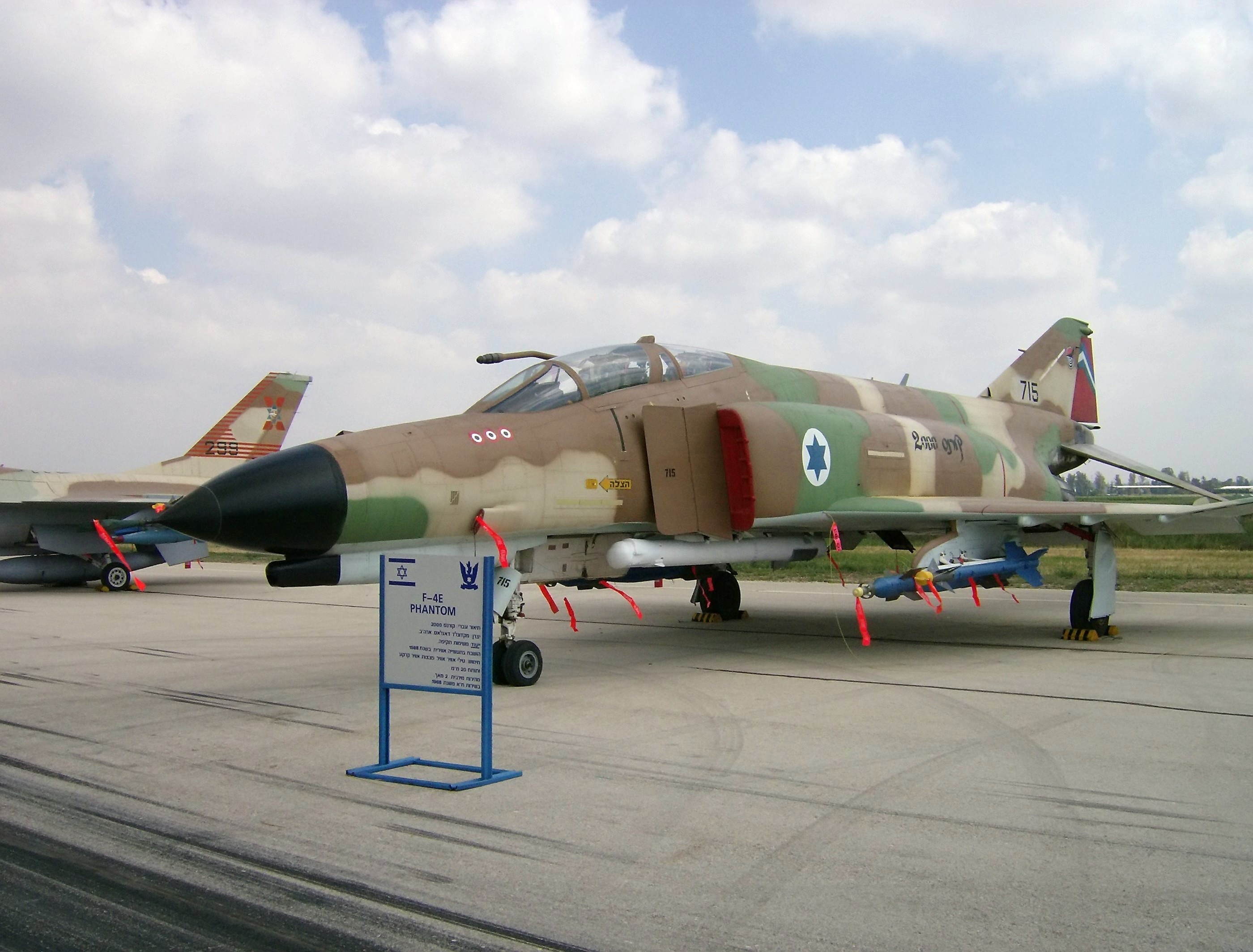
Izraelský letoun F-4E Phantom – stejný typ, který se zúčastnil letecké bitvy u Ofiru

V létě 1973 se dostal let č. 114 společnosti Libyan Arab Airlines z Tripolisu do Káhiry omylem nad Sinajský poloostrov, který v té době ovládal Izrael. Byl zachycen letouny izraelského letectva, z nichž přišel příkaz přistát. To však piloti Libyan Arab Airlines odmítli a dopravní letoun byl sestřelen. Velitelství izraelského letectva se proto obávalo, že by tento incident mohl vést k odvetným krokům proti dopravním letounům izraelské letecké společnosti El Al na trase z Izraele do Jihoafrické republiky a zpět, a proto uvedlo do stavu pohotovosti stíhací letouny na letecké základně Ofir. Jejich úkolem rovněž bylo chránit malou flotilu izraelského námořnictva v Rudém moři a protiletadlovou baterii střel MIM-23 Hawk střežící úžiny Rudého moře před egyptskými MiGy, umístěnými v Hurghadě. Velitelem izraelské základny byl v té době Ja'akov Nevo.
Dne 6. října 1973 se v době vypuknutí jomkipurské války na základně nacházely dva letouny F-4E Phantom ze 107. perutě izraelského letectva. Obsluhovali je relativně nezkušení letci, jimiž byli pilot Amir Nachumi s navigátorem Josi Javinem a pilot Daniel Šaki s navigátorem Davidem Regevem. V 9.00 izraelského času byl letovým dispečerem vyhlášen rudý poplach a ve 13.50 se rozezněly sirény. Na radaru bylo zachyceno několik nízko letících formací, avšak dispečer nevydal rozkaz ke vzlétnutí strojů a neuvědomil si závažnost útoku. Pilot Nachumi však na rozkaz nečekal a nařídil mechanikům, aby připravili letouny. Šaki se k němu přidal. Nachumi později tuto scénu poslal následovně:
| „ | Rozhodl jsem se vzlétnout a o několik sekund později byla ranvej bombardována. Pokud bychom čekali o něco déle, už bychom nevzlétli. Zaútočilo na nás sedm formací po čtyřech letounech typu MiG-17 a MiG-21. | “ |

## Izraelská verze událostí

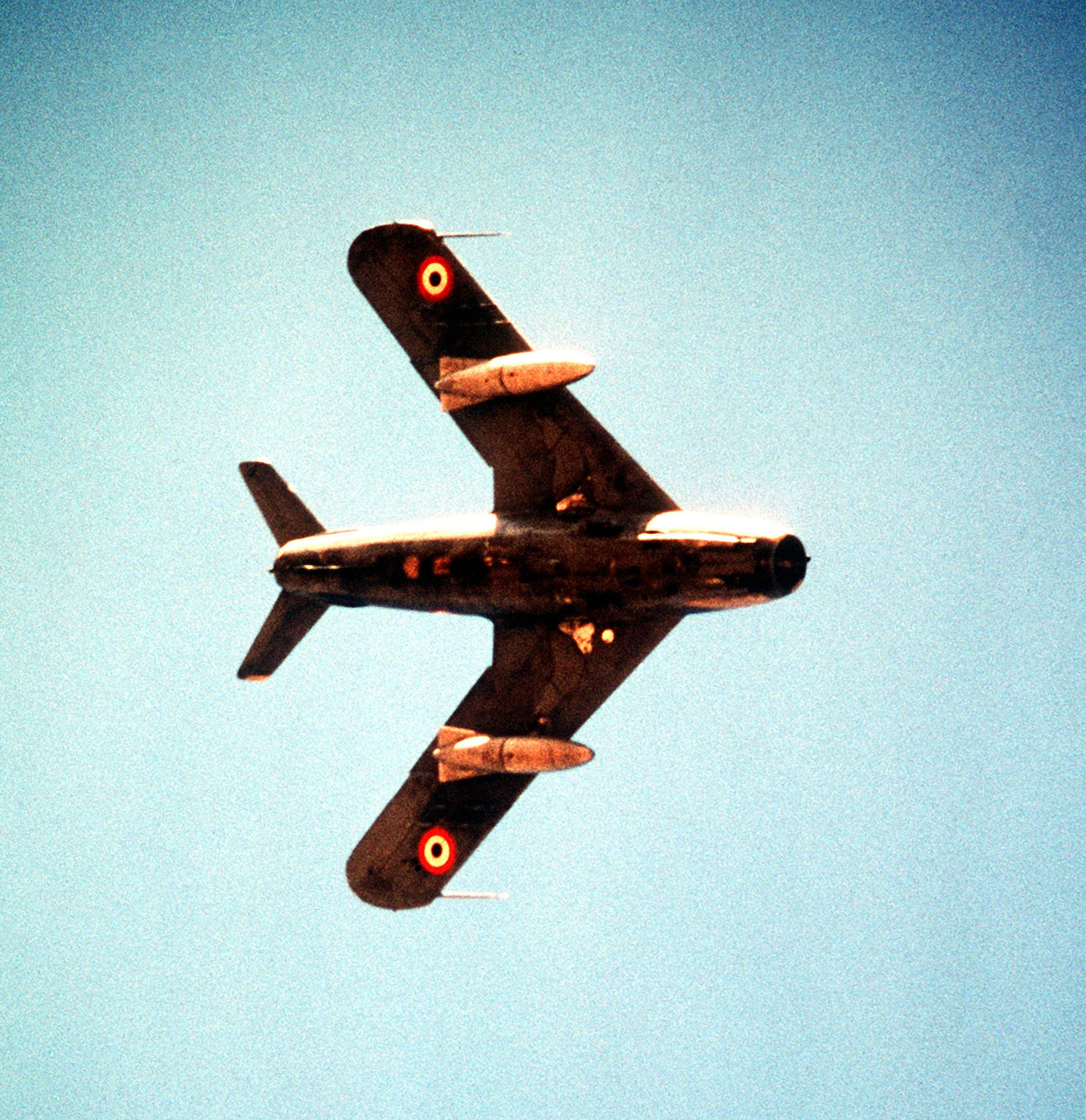
Spodní pohled na letící egyptský MiG-17

Krátce po vzletu izraelských Phantomů zasáhly ranvej první egyptské bomby. Nachumi nařídil Šakimu odhodit přídavné palivové nádrže a letět nad západní konec základny, zatímco on poletí nad východní. Nachumi následně sestřelil jeden z MiGů střelou AIM-9 Sidewinder. Poté se s letounem otočil zpátky směrem k základně a zkřížil cestu dvěma MiGům, které ji bombardovaly. Ty však nabraly výšku a odletěly. Protiletadlová baterie MIM-23 Hawk nebyla v aktivním módu, aby se vyhnula sestřelení izraelských letounů. Dva MiGy toho využily a zničily ji. Nachumi začal pronásledovat vedoucí MiG a letěl nízko, přičemž střílel z leteckého kanónu, ale minul. MiG však přerušil bombardování. Nachumi se jej pokusil pronásledovat, avšak jeho letoun začal mít potíže s levým motorem. Po chvíli, kdy letěl pouze s jedním motorem, se mu podařilo problémový motor znovu nahodit, odpoutal se od pronásledovaného MiGu a vydal se napadnout jiný MiG, který pronásledoval Šakiho. MiG se proti němu ostře otočil, Nachumi zpomalil a v okamžiku, kdy jej míjel, ho sestřelil. Druhý MiG uletěl.
Nachumi poté spatřil další dvojici MiGů-17 útočící na komunikační jednotku u zálivu. Jeden z nich na něj vypálil raketu vzduch-země, načež jej Nachumi z 600 metrů sestřelil řízenou střelou. Šaki mezitím sestřelil tři egyptské letouny a chystal se na čtvrtý, když v tom zaútočily MiGy-21. Jeden z nich prudce klesl, dvakrát se dotkl hladiny moře, načež se mu podařilo stroj zvednout a uletět. Šakimu již docházelo palivo a zvažoval přistání na poničené ranveji. Nachumiho oslnil záblesk světla, odrážejícího se od dvojice prchajících MiGů. Jednoho z nich se mu podařilo sestřelit, zatímco druhý se pokusil o únik. V tu chvíli ale již i Nachumimu docházelo palivo, a proto se rozhodl egyptský letoun nepronásledovat.

## Poté
Nachumi a Šaki, jejichž letouny zůstávaly ve vzduchu s minimem paliva, konzultovali další postup s leteckým dispečerem. Rozhodli se přistát na paralelní ranveji, která byla sice kratší, ale méně poškozená. Jakmile přistáli, začali své letouny připravovat na další egyptský útok, který však nepřišel. Všichni čtyři letci byli později za svůj výkon během bitvy vyznamenáni medailí Za zásluhy.

## Egyptská verze událostí

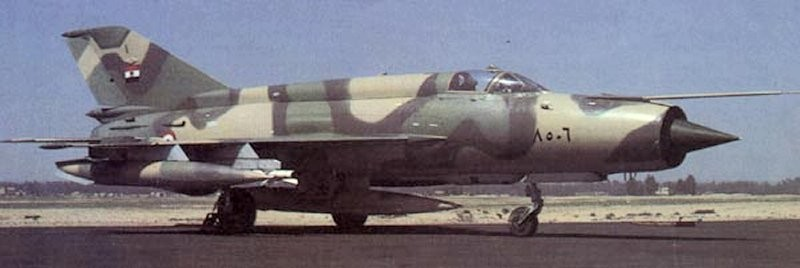
Egyptský MiG-21

Podle Egypťanů byla letecká základna Ras Nasrani (někdejší egyptský název pro tehdejší izraelskou základnu Ofir) jednou z izraelských základen na Sinajském poloostrově, která se stala cílem egyptského leteckého úderu, kterého se 6. října zúčastnilo na 220 letounů. Samotné bitvě předcházelo 4. října letecké snímkování celé základny průzkumným MiG-21 egyptského letectva. Cílem útoku bylo oslabit izraelské letectvo v prostoru a omezit jeho bojovou činnost v Rudém moři. Do bitvy bylo nasazeno 16 MiGů-17 z 89. perutě 306. letecké brigády, 10 MiGů-21 z 25. pěší squadrony 102. letecké brigády a 16 MiGů-21 ze 42. perutě 104. letecké brigády. MiGy-21 doprovázející při útoku MiGy-17. Nepodílely se však na bombardování a podle pilotů ani nedošlo k žádnému střetnutí ve vzduchu s Izraelci.
MiGy-21 měly za úkol ničit přistávací plochy. Pro tento úkol byly vybaveny bombami BetAB. Po splnění úkolu opustily prostor, neboť je omezovalo množství paliva. Jeden MiG-21 byl zasažen protileteckou palbou a zřítil se. Úkolem MiGů-17 bylo napadat telekomunikační a radarová zařízení izraelské armády.

## Ztráty
Egyptští velitelé uvedli, že v leteckém úderu na počátku války bylo ztraceno dohromady pět letounů. Náčelník generálního štábu Saad Mohamed el-Hussejn El Šazlí napsal, že mezi 6. a 7. říjnem egyptské letectvo přišlo o pět strojů. Podobně se vyjádřil i velitel Abdel Ghani el-Gamasy a další zdroje z egyptské armády. Jiný zdroj uvádí ztrátu sedmi egyptských letounů vinou izraelských stíhačů a protiletadlové obrany. Simon Dunstan ve své knize zmiňuje tvrzení, že letecký úder vedl ke ztrátě celkem pěti egyptských letadel (neuvádí však jaká letecká základna byla napadena), avšak ztráty na egyptském letectvu v počátečním úderu jomkipurské války vyčíslil na „přibližně čtyřicet letounů“. Podle ruského webu skywar.ru ztratili Egypťané 5 letounů MiG-17 a 1 letoun MiG-21 přičemž jeden z MiGů-17 se zřítil již cestou k cíli a další 4 byly sestřeleny izraelskými stíhači. Všech šest egyptských pilotů zahynulo. Na izraelské straně zahynul minimálně jeden technik v řídící a radarové stanici raket Hawk.